# Het gevecht tussen Carnaval en Vasten (Utrecht)
Het gevecht tussen Carnaval en Vasten, ook Vastenavondfeest genoemd, is een schilderij van een navolger van de Zuid-Nederlandse schilder Jheronimus Bosch in het Museum Catharijneconvent in Utrecht.

## Voorstelling
Het stelt het gevecht voor tussen Vastenavond, het einde van Carnaval – in België ook vette dinsdag genoemd – en de vastentijd. Het thema is dus de tegenstelling tussen overmaat en matigheid. Carnaval wordt voorgesteld als een op een doedelzak spelende man, die op een tafel uit een keuken gedragen wordt. Tijdens de ‘verbooden vleysdagen’, zoals de vastentijd in de 16e eeuw ook werd genoemd, was het wel toegestaan vis te eten. De Vasten wordt daarom voorgesteld als een vrouw, die een tafel draagt waarop twee vissen liggen. Ze beweegt zich richting keuken, waar een tweede vrouw bezig is vis schoon te maken. Tussen de twee personificaties geeft een bont gezelschap zich over aan nog één laatste dans. De zotskolf, het loopmolentje en de vreemde hoofddeksels zijn allemaal verwijzingen naar de dwaasheid, om nog te zwijgen van de grote hoeveelheid bier- en wijnkannen. Opvallend is ook dat zich in dit gezelschap enkele geestelijken bevinden. Onder de voorstelling bevindt zich de tekst ‘Dit Is den dans van luther met zijn nonne’.
Het werk bevat links en rechts twee bijscènes, die de hoofdvoorstelling verder ondersteunen. Links is een keuken afgebeeld, waar deeg voor het maken van wafels gemaakt wordt (een verwijzing naar Carnaval) en een vrouw een vis schoonmaakt (een verwijzing naar Vasten). Rechts is een groep muziekmakende vastenavondvierders in een enorme, opengebarsten doedelzak te zien. Uit deze doedelzak steken allerlei dwaasheidssymbolen, zoals een loopmolentje en een pollepel.

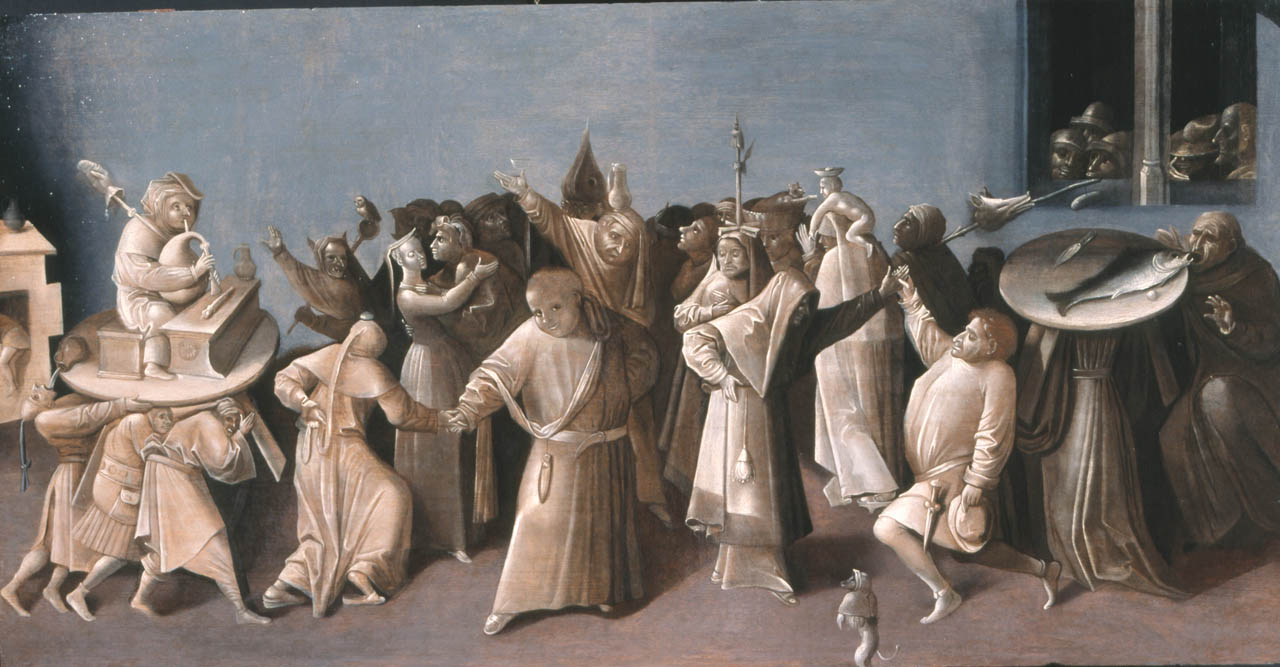
Navolger van Jheronimus Bosch. De strijd tussen Vastenavond en Vasten. 16e eeuw. 's-Hertogenbosch, Noordbrabants Museum.

## Versies, toeschrijving en datering
Van het werk bestaan verschillende versies: één in grisaille in het Noordbrabants Museum in 's-Hertogenbosch, één in kleur in Museum Mayer van den Bergh in Antwerpen en één, eveneens in kleur, die voor het laatst gesignaleerd werd op een veiling in Wenen. Kunsthistoricus Gerd Unverfehrt dateert de versie in 's-Hertogenbosch, als oudste van deze groep, tussen 1540 en 1550. Volgens hem ging deze niet terug op een verloren gegaan origineel van Bosch, alleen al omdat de compositie als geheel slechts ten dele in de trant van Bosch geschilderd is. Tegenwoordig gaat men ervan uit dat de originele compositie omstreeks 1560 in Antwerpen ontstaan is, in de omgeving van Bosch-navolgers als Frans Huys en Jan Verbeeck. Uit dendrochronologisch onderzoek is gebleken dat het werk in Utrecht pas omstreeks 1583 of later ontstaan is.

## Herkomst
Het gevecht tussen Carnaval en Vasten werd in maart 1896 door het Rijksmuseum gekocht van de Parijse kunsthandelaar François Kleinberger. Van 1949 tot 1978 bevond het zich als bruikleen in het Muiderslot. In 1984 werd het in bruikleen gegeven aan het Museum Catharijneconvent in Utrecht.

## Tentoonstelling
Het gevecht tussen Carnaval en Vasten is op de volgende tentoonstelling te zien geweest:
- Jheronimus Bosch, Noordbrabants Museum, 's-Hertogenbosch, 17 september-15 november 1967, cat.nr. 40, p. 139 (als (vrij?) naar Jheronimus Bosch, Gevecht tussen Carnaval en Vasten).
- De wereld van Bosch, Noordbrabants Museum, 's-Hertogenbosch, 15 september 2001–20 januari 2002.